# Ion Oblemenco
Ion Oblemenco (n. 13 mai 1945, Corabia, România – d. 1 septembrie 1996, Agadir, Maroc) a fost un fotbalist român, care, în ciuda numărului mare de goluri marcate, n-a fost selecționat niciodată în Echipa națională de fotbal a României. A fost poreclit Tunarul din Bănie, pentru eficacitatea sa la marcarea golurilor.

## Cronologie
- 1958-1960: jucător la Dunărea Corabia
- 1960-1962: jucător la CFR Electroputere Craiova
- 1962-1964: jucător la CS Craiova
- 1964-1966: jucător la Rapid București
- 1966-1977: jucător la Universitatea Craiova (a câștigat Campionatul României în 1973/74, Cupa României în 1976/77)
- 1977-1978: jucător la FCM Galați
- 1978-1979: vicepreședinte la Universitatea Craiova
- 1979-1980: antrenor secund la Universitatea Craiova (a câștigat Campionatul României)
- 1980-1982: antrenor principal la Universitatea Craiova (a câștigat Campionatul României)
- 1982-1985: antrenor la Chimia Râmnicu-Valcea
- 1985: antrenor la FC Olt Slatina
- 1992-1993: antrenor principal la Universitatea Craiova
- 1996: antrenor la Hassania Agadir
- Deces: 1 septembrie 1996
- A jucat 285 de jocuri în divizia A și a înscris în total 170 de goluri
- Palmaresul ca antrenor al Științei: 85 partide, 49 victorii, 13 egaluri, 23 de înfrângeri.
- A câștigat de 4 ori titlul de golgheter al României: 1966/67, 1969/70, 1971/72, 1972/73
- Cetățean de onoare - post mortem - al municipiului Craiova.

## Cariera

### Jucator

#### Club

##### Inceput

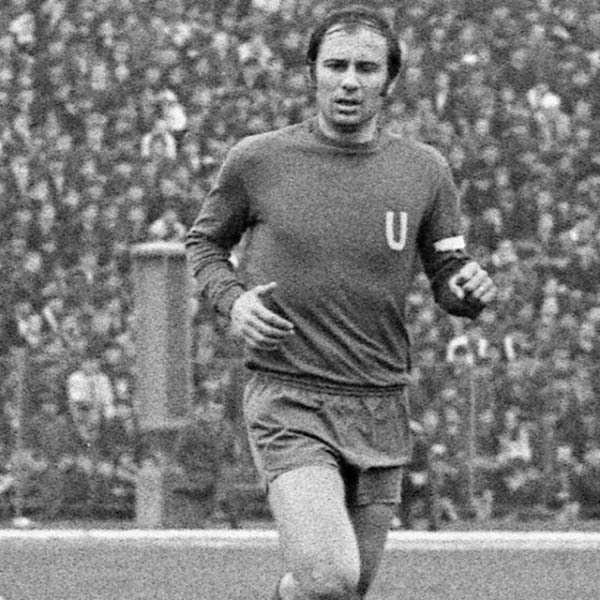
Ion Oblemenco - jucand in tricoul Craiovei

Oblemenco s-a născut la Corabia , județul Olt . Și-a început cariera de tineret în 1958, la vârsta de 13 ani, la Progresul Corabia, unde a jucat până în 1960, apoi s-a mutat timp de doi ani la Electroputere Craiova .

##### Rapid București
Oblemenco, în vârstă de 19 ani, a fost cumpărat de la CS Universitatea Craiova de Valentin Stănescu la Rapid București . El și-a făcut debutul la seniori pe 5 iulie 1964 și a marcat într-o înfrângere a Rapidului în fața echipei Știința Cluj, cu 3-1, meci disputat la Cluj (Divizia A). Ocaziile primei echipe ale lui Oblemenco au fost limitate deoarece a fost ținut în afara terenului de atacanții Emil Dumitriu și Ion Ionescu . A părăsit Rapidul în vara anului 1966 și s-a întors la Universitatea Craiova.

##### Universitatea Craiova
Oblemenco a devenit rapid lider și căpitan de echipă pentru Blue Lions . A debutat într-un meci cu Dinamo București pe 21 august 1966. În meciul următor a marcat de două ori într-o victorie cu 3–2 în fața Jiul Petroșani . În primul său sezon 1966–67 , Oblemenco a fost cel mai bun marcator din Divizia A cu 17 goluri în 23 de apariții și repetă aceeași performanță de trei ori în (1969–1970 – 19 goluri), (1971–1972 – 19 goluri) și (1972–1973 – 21 de goluri) fiind, alături de Ștefan Dobay și Dudu Georgescu , singurii jucători care au obținut această realizare în Divizia A .

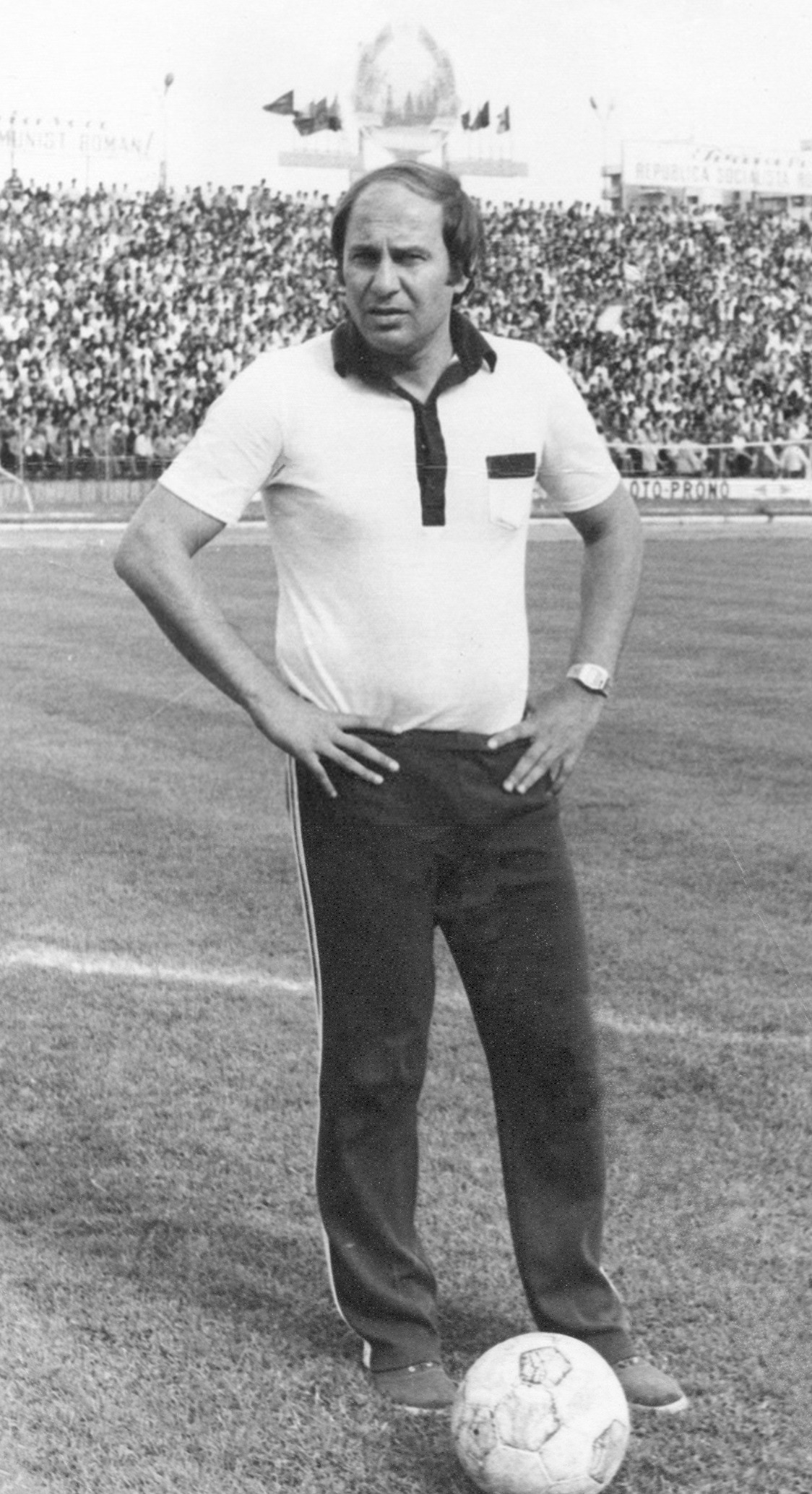
Ion Oblemenco - in anii 80' cand antrena Universitatea Craiova

A devenit rapid o vedetă adorată printre fanii clubului, iar în timpul său acolo a ridicat echipa la cea mai de succes epocă din istoria sa. Oblemenco și-a ajutat echipa să câștige primul titlu de campionat în 1973–74 , în fața unor cluburi precum Steaua și Dinamo . A fost supranumit „Tunnerul” din cauza golurilor sale prolifice și explozive. Fostul său coechipier, Petre Deselnicu , a spus: „L-am sărutat pe Oblemenco mai mult decât pe soția mea, pentru că a marcat atât de multe goluri pentru echipa noastră”. Ultimul club al lui Oblemenco a fost FCM Galați , unde s-a retras în 1978. Unul dintre cele mai mari regrete ale sale a fost că nu a jucat la echipa națională .
Privind în urmă, este greu de înțeles de ce Oblemenco, un atacant cu clasă și eficacitate maximă - de patru ori golgheter al campionatului nostru (1967, 1970, 1972, 1973) - nu a jucat nici un minut în meciurile oficiale ale naționalei mari a României, rezervându-i-se doar „onoarea" de a juca în câteva partide amicale. Tricolorii au efectuat, în 1968, un turneu în America de Sud, Oblemenco a fost golgheterul tricolorilor în acel turneu, dar la revenirea în țară, selecționerul Angelo Niculescu l-a mai convocat la națională pe Oblemenco doar o dată, apoi l-a uitat definitiv pe tunarul Științei la Craiova! La 28 octombrie 1972, în timpul sezonului 1972–73, Oblemenco a fost diagnosticat cu ulcer peptic .  A fost operat cu succes de două ori în octombrie 1972.  A revenit pe teren în martie 1973, într-un meci dintre Rapid București și Universitatea Craiova , în care a marcat trei goluri.

### Antrenor

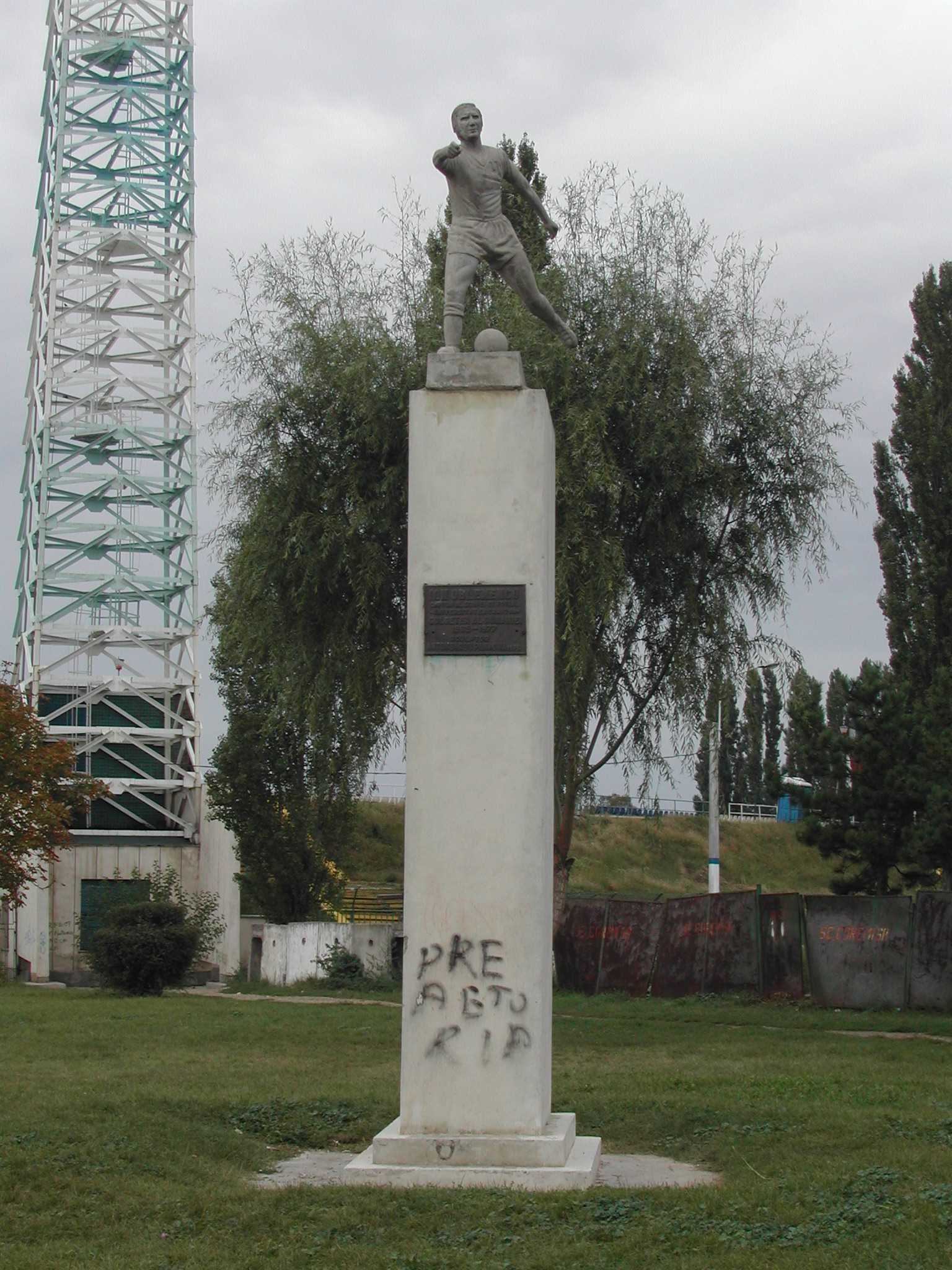
Statuia lui Ion Oblemenco din fața Stadionului din Craiova care îi poartă numele. Sculptor: Anton Barbu Panaghia, 1976

Ca antrenor, a câștigat cu Universitatea campionatul în 1980 (secund al lui Valentin Stănescu), eventul campionat-cupă în 1981 (ca principal), iar în 1982 duce Știința, în premieră pentru echipele de club din România, în sferturile Cupei Campionilor Europeni, dar după aceste performanțe a fost iarăși obligat să plece din Craiova. Antrenează apoi alte echipe, Chimia Râmnicu Vâlcea, FC Olt, Sportul Muncitoresc Slatina, Pandurii Târgu Jiu, din nou FC Olt, Progresul Corabia, iarăși Chimia Râmnicu Vâlcea. După ’90, a fost rechemat la Universitatea în mai multe rânduri, ca antrenor principal al echipei mari, director tehnic, director sportiv și antrenor la satelitul de atunci al oltenilor, Constructorul - Universitatea. Nu a mai reușit însă să repete performanțele Științei din anii 1980-1981-1982. În vara anului 1995, alături de Dobrin, Oblemenco a fost în staff-ul tehnic al formației Aro Câmpulung Muscel și cei doi au reușit promovarea echipei în Divizia A, cum se numea în 1995 liga a II-a din România. La începutul anului 1996 a fost cooptat în staff-ul lui Electroputere, acolo colaborând bine cu prietenul și finul său, Petre Deselnicu, și cu președintele Marcel Popescu, iar în vară acceptă o ofertă din Maroc, de la echipa de primă ligă Hassania din Agadir. Aici, într-un meci amical al Hassaniei cu echipa Sidi Kacem, antrenată de alt român (Alexandru Moldovan „Roșu"), afectat de greșelile unui arbitru marocan (Arjoun), în penultimul minut al meciului, scor 1-1, se prăbușește pe banca tehnică, iar la spital nu mai poate fi salvat. Era 1 septembrie 1996, iar Oblemenco nu avea decât 51 de ani.

## Palmares

### Jucător
Universitatea Craiova
- Divizia A: 1973–74
- Cupa României : 1976–77

### Antrenor
Universitatea Craiova
- Divizia A: 1980–81
- Cupa României : 1980-81, 1992-93

### Statistici
- Total meciuri jucate in Prima Liga Romaniei : 272 meciuri – 170 goluri
- Cel mai bun marcator al Ligii I Romane : 1967 , 1970 , 1972 , 1973
- Cupe Europene: 9 meciuri – 4 goluri
- Echipa națională U-23: 12 meciuri – 5 goluri
- A marcat 170 de goluri în Divizia A , fiind clasat pe locul 5 în clasamentul all-time , dar nu a fost niciodată selectat pentru România .
- A jucat pentru echipa U-23 a României în turnee în Uruguay , Brazilia și Africa .